# Jakucja

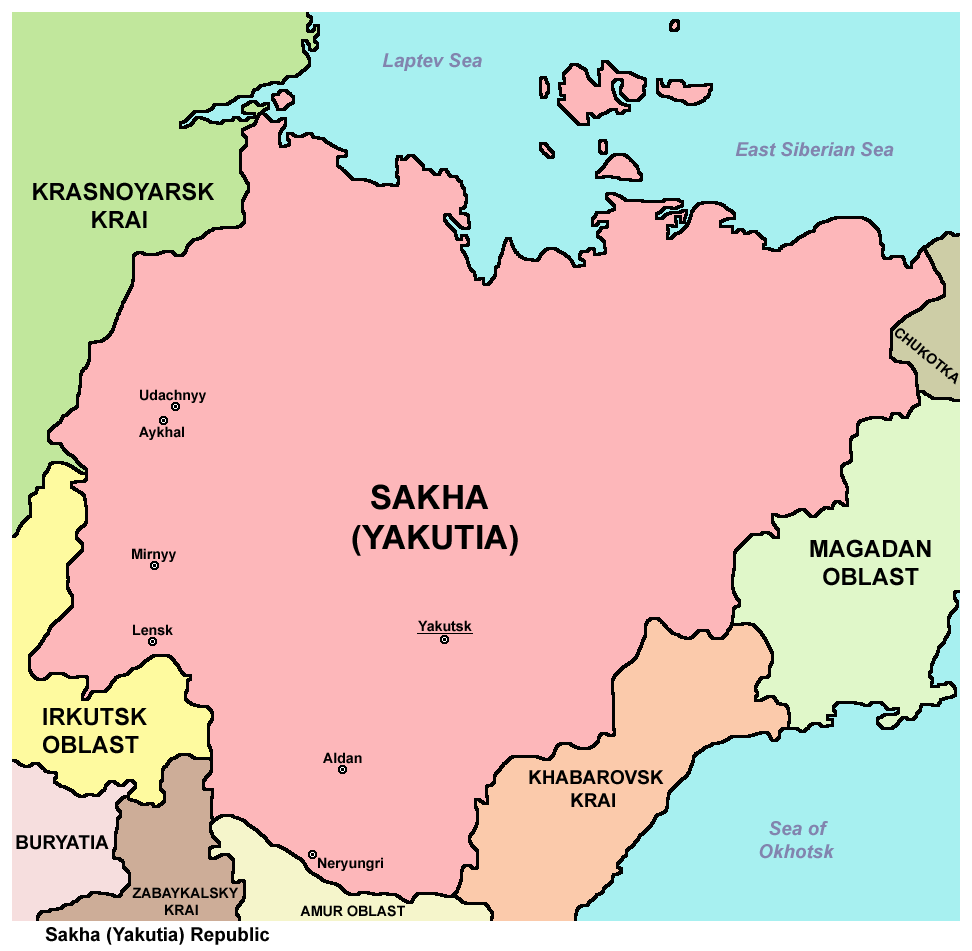

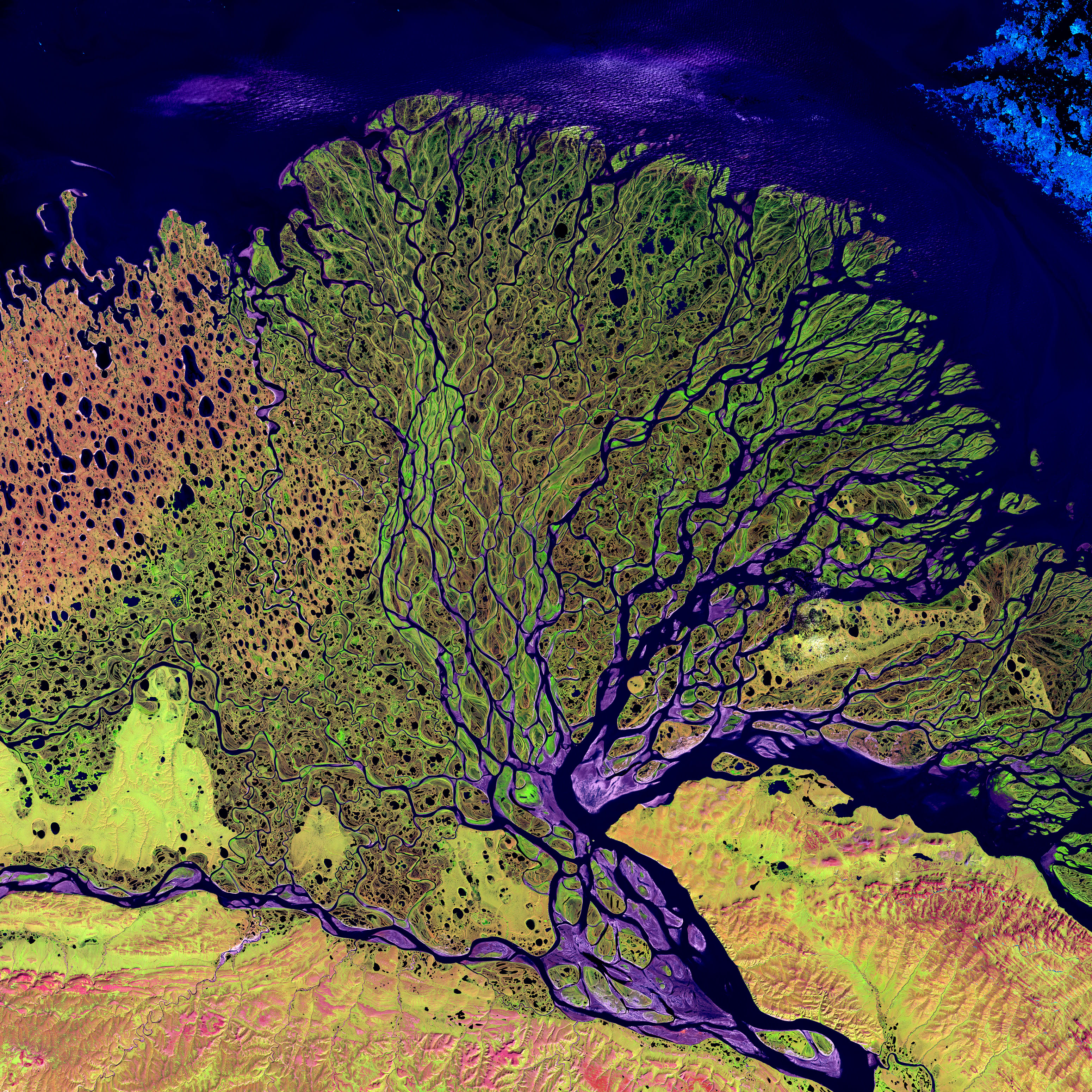
Zdjęcie satelitarne delty Leny

Jakucja (Republika Sacha, dawniej także: Republika Jakucka; ros. Республика Саха, Якутия, jakuc. Саха Өрөспүүбүлүкэтэ) – republika wchodząca w skład Federacji Rosyjskiej (od roku 2000), położona w Dalekowschodnim Okręgu Federalnym, geograficznie stanowi wschodnią część Syberii.
Jakucja jest największą pod względem powierzchni jednostką podziału terytorialnego na świecie (spośród państw jedynie Indie, Australia, Brazylia, ChRL, Stany Zjednoczone, Kanada i Rosja mają większą powierzchnię).

## Władza
Zgodnie z artykułem 53 Konstytucji Republiki Sacha najwyższymi organami władzy w republice są Zgromadzenie Narodowe (Il Tumen), prezydent, Sąd Konstytucyjny oraz Sąd Najwyższy.
Zgromadzenie Narodowe (Il Tumen) jest unikameralnym parlamentem. Deputowani do parlamentu wybierani są na pięcioletnią kadencję. Kandydat do parlamentu musi mieć co najmniej 21 lat.
Prezydent Republiki Sacha stoi na czele władzy wykonawczej.

## Geografia
W ramach Federacji Jakucja na wschodzie graniczy z Czukotką i obwodem magadańskim, na południowym wschodzie z Krajem Chabarowskim, na południu z obwodami amurskim i czytyjskim, na zachodzie z obwodem irkuckim i Krajem Krasnojarskim. Północna część republiki ma dostęp do Morza Łaptiewów i Morza Wschodniosyberyjskiego. W skład republiki wchodzą Wyspy Nowosyberyjskie. Sacha zajmuje blisko 1/5 powierzchni Federacji Rosyjskiej i jest największym jej podmiotem.
Jakucja położona jest w strefie klimatu kontynentalnego wybitnie suchego, o długiej zimie, z ogromną roczną amplitudą temperatur, sięgającą 100 stopni Celsjusza. Latem temperatura potrafi osiągnąć blisko +40 °C, zimą spada nierzadko do –60 °C. Większość terytorium Jakucji, z wyjątkiem części południowo-zachodniej, pokryta jest wieczną zmarzliną. Republika cechuje się bardzo gęstą siecią rzeczną. Głównymi rzekami są Lena (4400 km długości), Wiluj (2650 km), Oleniok (2292 km), Ałdan (2273 km), Kołyma (2129 km), Indygirka (1726 km) i Olokma (1726 km). Około 40% terytorium Sachy położone jest za kołem podbiegunowym północnym. Głównym pasmem górskim w republice są Góry Wierchojańskie.
Lasy w Jakucji najczęściej tworzą modrzewie, brzozy i sosny.
Na faunę składają się przede wszystkim: wiewiórki, łasice syberyjskie, gronostaje, zające, lisy, niedźwiedzie, rosomaki, łosie, dzikie renifery i piżmowce syberyjskie. Wody obfitują w ryby.

### Strefy czasowe
Jakucja jest położona na terenie trzech stref czasowych. Część zachodnia i środkowa, większe miasta Jakuck, Nieriungri, Mirny, ułus tompoński, Chandyga i Wyspy Nowosyberyjskie należą do jakuckiej strefy czasowej (YAKT) – UTC +9:00 przez cały rok. Dorzecze Jany, w tym Wierchojańsk, i ułus ust'-majski należą do władywostockiej strefy czasowej (VLAT) – UTC +10:00 przez cały rok. Wschodnia część, dorzecza Indygirki i Kołymy, z takimi miejscowościami jak Ust´-Niera, Ojmiakon, Sriedniekołymsk, Czerski należą również do władywostockiej strefy czasowej.

## Demografia
W Jakucji Rosjanie stanowią mniejszość narodową. Jakuci stanowią 48,67%, Rosjanie – 36,90%, Ukraińcy – 2,2% ludności republiki (według spisu powszechnego z 2010 r.). Ludy rdzenne Jakucji to m.in. Ewenkowie, Eweni, Dołganie, Jukagirzy i Czukcze.
- Ludność: 949 tys. (2002)
  - Miejska: 610 tys. (64,3%)
  - Wiejska: 339 tys. (35,7%)

- Mężczyźni: 464 tys. (48,9%)

- Kobiety: 485 tys. (51,1%)

- K:M: 1,045[17]

## Miasta i osiedla typu miejskiego
miasta i największe osiedla typu miejskiego (stan na 1 stycznia 2005):
| Nazwa             | Nazwa rosyjska | Liczba mieszkańców |
| ----------------- | -------------- | ------------------ |
| Jakuck            | Якутск         | 235 560            |
| Nieriungri        | Нерюнгри       | 65 750             |
| Mirny             | Мирный         | 39 359             |
| Lensk             | Ленск          | 24 581             |
| Ałdan             | Алдан          | 24 266             |
| Ajchał            | Айхал          | 16 129             |
| Udacznyj          | Удачный        | 15 520             |
| Czulman           | Чульман        | 10 780             |
| Pokrowsk          | Покровск       | 10 153             |
| Niurba            | Нюрба          | 10 109             |
| Wilujsk           | Вилюйск        | 9963               |
| Olokminsk         | Олёкминск      | 9452               |
| Tommot            | Томмот         | 9034               |
| Ust’-Niera        | Усть-Нера      | 8993               |
| Żataj             | Жатай          | 8809               |
| Mochsogołłoch     | Мохсоголлох    | 7050               |
| Chandyga          | Хандыга        | 6950               |
| Niżnyj Kuranach   | Нижний Куранах | 6861               |
| Tiksi             | Тикси          | 5681               |
| Czernyszewskij    | Чернышевский   | 5230               |
| Bierkakit         | Беркакит       | 4925               |
| Sieriebrianyj Bor | Серебряный Бор | 4836               |
| Pieleduj          | Пеледуй        | 4658               |
| Sangar            | Сангар         | 4477               |
| Batagaj           | Батагай        | 4090               |

## Podział administracyjny
Pod względem administracyjnym terytorium Jakucji podzielone jest na 34 ułusy (odpowiadające rejonom w większości innych podmiotów Federacji Rosyjskiej). Dwa największe miasta republiki – Jakuck i Neriungri nie wchodzą w skład żadnego ułusu i stanowią miasta wydzielone.
Ułusy Jakucji:
- Ułus abyjski (ros. Абыйский улус)

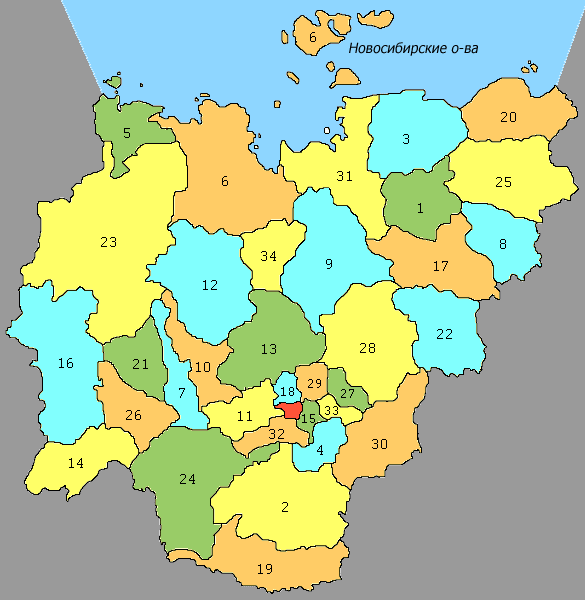
Podział administracyjny republiki

- Rejon ałdański (ros. Алданский район)
- Ułus ałłaichowski (ros. Аллаиховский улус)
- Ułus amgiński (ros. Амгинский улус)
- Ułus anabarski (ros. Анабарский улус)
- Ułus bułuński (ros. Булунский улус)
- Ułus changałaski (ros. Хангаласский улус)
- Ułus czurapczyński (ros. Чурапчинский улус)
- Ułus eweno-bytantajski (ros. Эвено-Бытантайский улус)
- Ułus gorny (ros. Горный улус)
- Ułus kobiajski (ros. Кобяйский улус)
- Ułus leński (ros. Ленский улус)
- Ułus miegino-kangałaski (ros. Мегино-Кангаласский улус)
- Ułus mirniński (ros. Мирнинский улус)
- Ułus momski (ros. Момский улус)
- Ułus namski (ros. Намский улус)
- Ułus niurbiński (ros. Нюрбинский улус)
- Ułus niżniekołymski (ros. Нижнеколымский улус)
- Wyspy Nowosyberyjskie
- Ułus ojmiakoński (ros. Оймяконский улус)
- Ułus oleniocki (ros. Оленёкский улус)
- Ułus olokmiński (ros. Олёкминский улус)
- Ułus sriedniekołymski (ros. Среднеколымский улус)
- Ułus suntarski (ros. Сунтарский улус)
- Ułus tattiński (ros. Таттинский улус)
- Ułus tompoński (ros. Томпонский улус)
- Ułus ust-ałdański (ros. Усть-Алданский улус)
- Ułus ust-jański (ros. Усть-Янский улус)
- Ułus ust-majski (ros. Усть-Майский улус)
- Ułus wierchniekołymski (ros. Верхнеколымский улус)
- Ułus wierchniewilujski (ros. Верхневилюйский улус)
- Ułus wierchojański (ros. Верхоянский улус)
- Ułus wilujski (ros. Вилюйский улус)
- Ułus wieracki [ros. Veratskiy ulus]
- Ułus żygański (ros. Жиганский улус)

## Historia
W etnogenezie współczesnych Jakutów wzięli udział przede wszystkim przedstawiciele turkojęzycznych ludów pasterskich, którzy przybyli na obszary nad Leną znad Angary i terytoriów nadbajkalskich. Spotkali się oni z zamieszkałymi tu już wcześniej narodami, do których należeli przede wszystkim Tunguzi (Ewenkowie) i Dołganie. Za datę włączenia Jakucji w skład państwa rosyjskiego uznaje się 1632. Już w 1638 powstał jakucki ujezd, przemianowany w 1775 na prowincję jakucką, potem obwód jakucki (początkowo w składzie guberni irkuckiej – od 1805 samodzielny), największą terytorialnie jednostkę administracyjną Imperium Rosyjskiego.
Od drugiej połowy XVII wieku następowało osiedlanie się tutaj wprowadzających swe tradycje rolnicze Rosjan, którzy przedsiębrali także próby chrystianizacji autochtonicznych narodów. Bolszewicy przejęli władzę w Jakucji w 1922. 27 kwietnia 1922 Wszechrosyjski Centralny Komitet Wykonawczy zadecydował o powstaniu Jakuckiej ASRR w składzie Rosyjskiej FSRR. Pod koniec lat 20. XX wieku zaczyna się rozwój przemysłu. Po II wojnie światowej władze radzieckie zajęły się zwłaszcza wydobyciem diamentów.
Republika Sacha w składzie Federacji Rosyjskiej powstała w 1992. Pierwszym jej prezydentem został Michaił Nikołajew. 4 kwietnia 1992 Rada Najwyższa Republiki Sacha przyjęła tekst Konstytucji.

## Gospodarka
Główną gałęzią przemysłu Jakucji jest wydobycie diamentów. Obecnie na Jakucję przypada około 1/4 ich światowej produkcji. Oprócz diamentów prowadzi się wydobycie złota (w 2015 r. 25 ton). W 2012 roku wydobyto tu 13,4 miliona ton węgla. Oprócz tego Sacha posiada ogromne zapasy ropy naftowej i gazu ziemnego. Największe w republice jest Talakańskie Zagłębie Naftowe z około 120 mln ton nafty.

## Tablice rejestracyjne
Tablice pojazdów zarejestrowanych w Jakucji mają oznaczenie 14 w prawym górnym rogu nad flagą Rosji i literami RUS.

## Rekord
W Jakucji znajduje się najzimniejsze zamieszkane miejsce – wioska Tomtor. Temperatura w styczniu 2004 spadła tam do -72,2° Celsjusza.